# Захоплення відео
‎Захоплення‎‎ відео‎ (від анг. Video capture — ‎відеозйомка) - це процес перетворення відеосигналу із зовнішнього джерела в ‎‎цифровий відеопотік‎‎ за допомогою персонального комп'ютера і запису його у відеофайл з метою його подальшої обробки, зберігання або відтворення. ‎
‎Зовнішнім джерелом можуть бути ‎‎відеокамери‎‎, ‎‎магнітофони‎‎, ‎‎DVD-плеєри‎‎, ‎‎потокові трансляції в мережі‎‎, ‎‎ТВ-тюнери‎‎, ‎‎цифрові телевізійні приймачі‎‎ та інші пристрої.